# Луків Микола Володимирович
Мико́ла Володи́мирович Лу́ків (нар. 6 січня 1949, с. Куманівці Хмільницького району Вінницької області) — український поет, громадський діяч, член Спілки письменників України  (1974). Заслужений діяч мистецтв України, академік Української екологічної академії наук. Головний редактор журналу «Дніпро» (від 1984).

## Життєпис
Закінчив Київський університет (1973, нині національний університет).

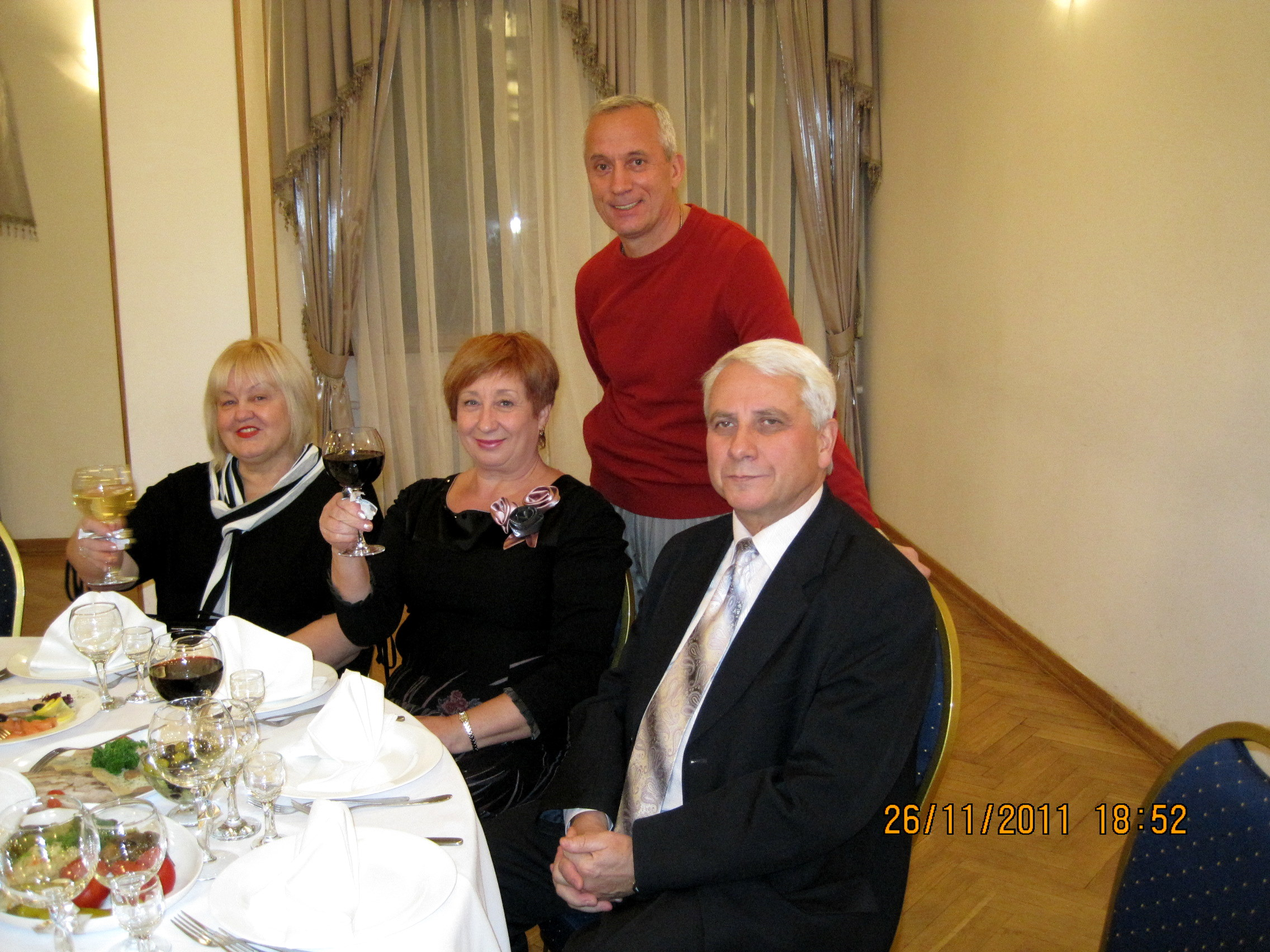
Світлана Мельникова, Галина Луків, Володимир Мельников та Микола Луків (Київ, 2011)

## Творчість
Від 1990 співпрацював з композиторами-тернополянами — О. Бурміцьким, А. Горчинським, співаками — Л. Бурміцькою, Н. Бучинською. Учасник літературних свят на Тернопільщині: «Тернове поле» (1994, м. Тернопіль), «Пісні над Нічлавою» (1995, м. Борщів), де познайомився з Анатолієм Горчинським, який написав мелодію пісні «Росте черешня в мами на городі» і виконав її. 1998 у Тернополі вийшла перша збірка пісень Миколи Луківа «Мелодії для матері і коханої» (видавець Б. Климчук).

## Відзнаки і нагороди

### Лауреат премій
- імені Миколи Островського (1986),
- Міжнародної імені Григорія Сковороди (1993),
- імені С. Гулака-Артемовського,
- Всеукраїнської імені В. Вернадського (1994).

### Ордени
- «За заслуги» II ступеня,
- «За заслуги» III ступеня,
- Святого Володимира I ступеня (2009),
- Святого архістратига Михаїла (за заслуги у відродженні духовності в Україні та утвердженні Помісної Православної Церкви),
- Миколи Чудотворця «За примноження добра на землі»,

## Творчий спадок
Автор двох десятків поетичних збірок, зокрема:
- «Ріка»,
- «Шлях»,
- «Політ»,
- «Поезії»,
- «Стрибок з парашутом».— Веселка, 1989, 104 с., 40 тис. екз.,А5-, м.п., ISBN 5-301-00454-9,
- «Отча земля»,
- «Весняні дощі»,
- «Право на пам'ять»,
- «Кущ осінньої калини»,
- «Мелодії для матері і коханої»
- «Росте черешня в мами на городі» (1998, збірка пісень) та інших.